# پابنویکیرشن
پابنویکیرشن (به آلمانی: Pabneukirchen) یک منطقهٔ مسکونی در اتریش است که در ناحیه پرگ واقع شده‌است. پابنویکیرشن ۴۰٫۹۲ کیلومتر مربع مساحت دارد ۵۷۱ متر بالاتر از سطح دریا واقع شده‌است.